# Architecturestudio
Architecturestudio est une agence d'architecture, d’urbanisme et de design d’intérieur créée en 1973, implantée à Paris, Shanghai et Zug. Elle regroupe, autour de 13 associés, une équipe  150 personnes et a reçu de nombreux prix.

## Historique
Martin Robain crée en 1973 l’Atelier de l’Arbre Sec. Il est rejoint de 1974 à 1976 par Jean-François Galmiche et Rodo Tisnado
L'agence conserve une gouvernance collégiale malgré l'arrivée de nouveaux associés et collaborateurs et organise de nombreuses conférences. 
Elle réalise plusieurs grands projets, comme le bâtiment Louise-Weiss du Parlement Européen, l’Institut du Monde Arabe, la restructuration du Campus de Jussieu, le Grand auditorium de la Maison de la Radio et de la Musique, le Théâtre National du Bahreïn ou encore le Centre Culturel de Jinan.
Créée en 2011, la CA’ASI, à Venise, est un lieu d’exposition et de débats où Architecturestudio a pour but de promouvoir la culture et l'enseignement. L'agence organise régulièrement des concours pour révéler les jeunes architectes du monde entier.

## Réalisations
- Le lycée pilote innovant international, Poitiers 1987 [2];
- Institut du monde arabe, Paris 1987;
- Lycée des Arènes, Toulouse 1991 [3];
- École des Mines, Albi 1994[4] ;
- Église Notre-Dame-de-l'Arche-d'Alliance, Paris 1998 ;
- Parlement européen de Strasbourg, bâtiment Louise-Weiss 1999 ;
- École supérieure d'art de Clermont Métropole[5] 2006 ;
- Plan directeur de l’Exposition universelle de Shanghai 2010 ;
- Fondation Onassis, Athènes 2011 ;
- École Supérieure de Commerce Novancia, Paris 2011 [6];
- Théâtre national du Bahreïn, 2012 ;
- Aménagement urbain du Fort d’Issy-les-Moulineaux, 2013 ;
- Centre culturel de Jinan, Chine, 2013 ;
- Grand auditorium de la Maison de la Radio et de la Musique, 2014 ;
- Réhabilitation du secteur Est du campus universitaire de Jussieu Paris[7], 2015 ;
- Bureaux "Summers", Buenos Aires, Argentine, 2019
- Palazzo Méridia, Nice, 2020 ;
- CHU de Tanger, 2021.

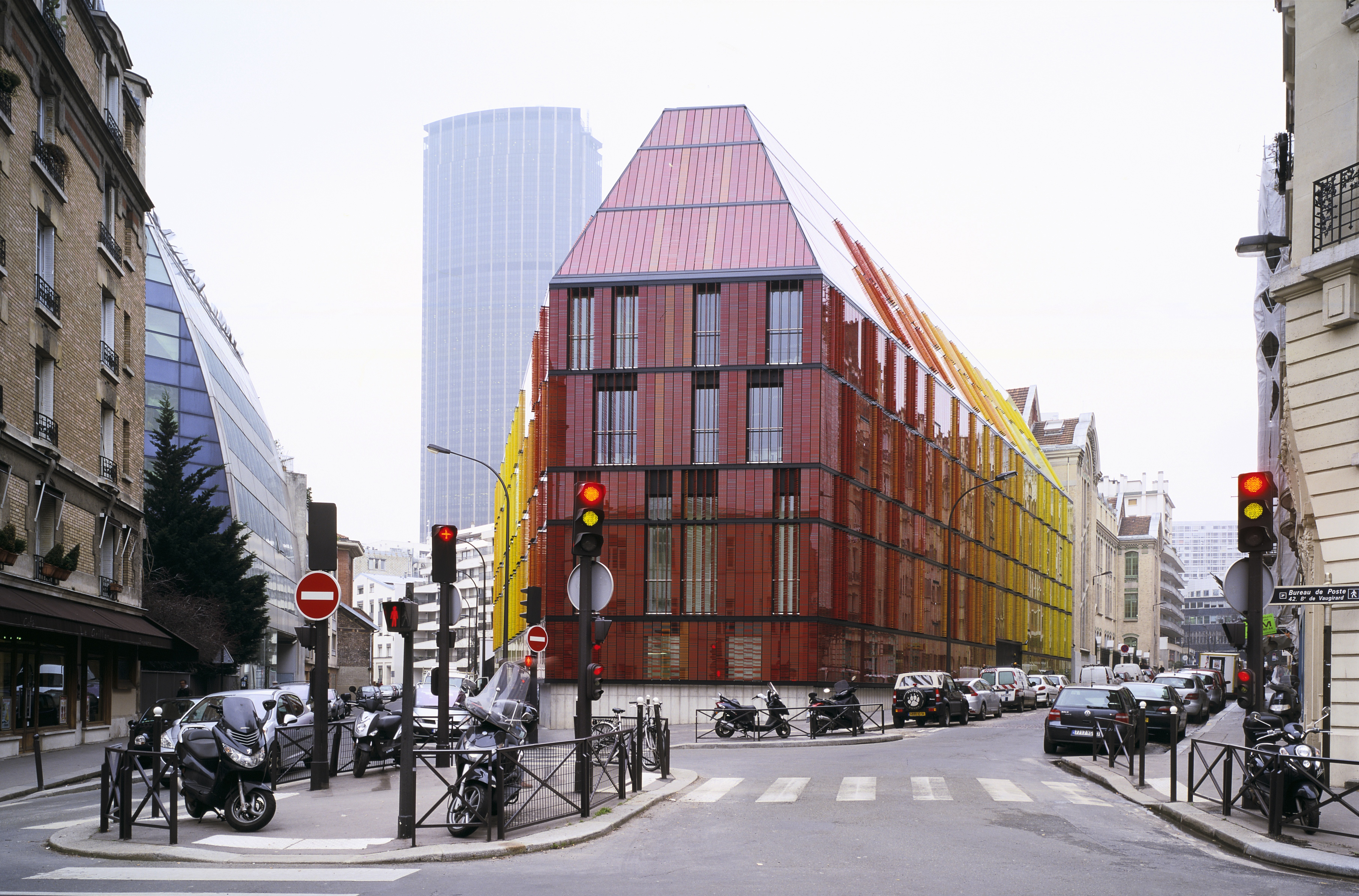
École de commerce Paris
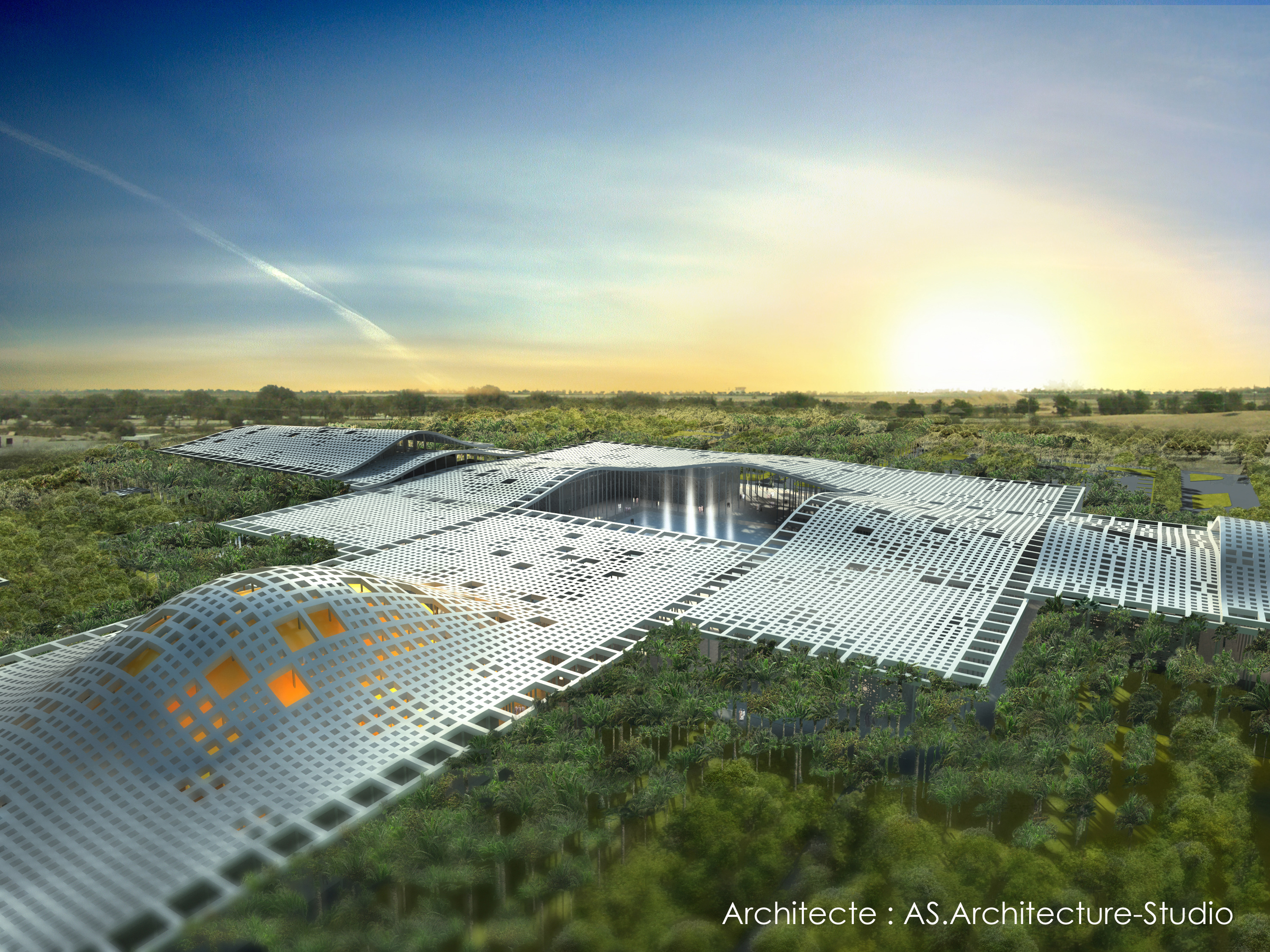
Centre culturel de Mascate Sultanat d'Oman
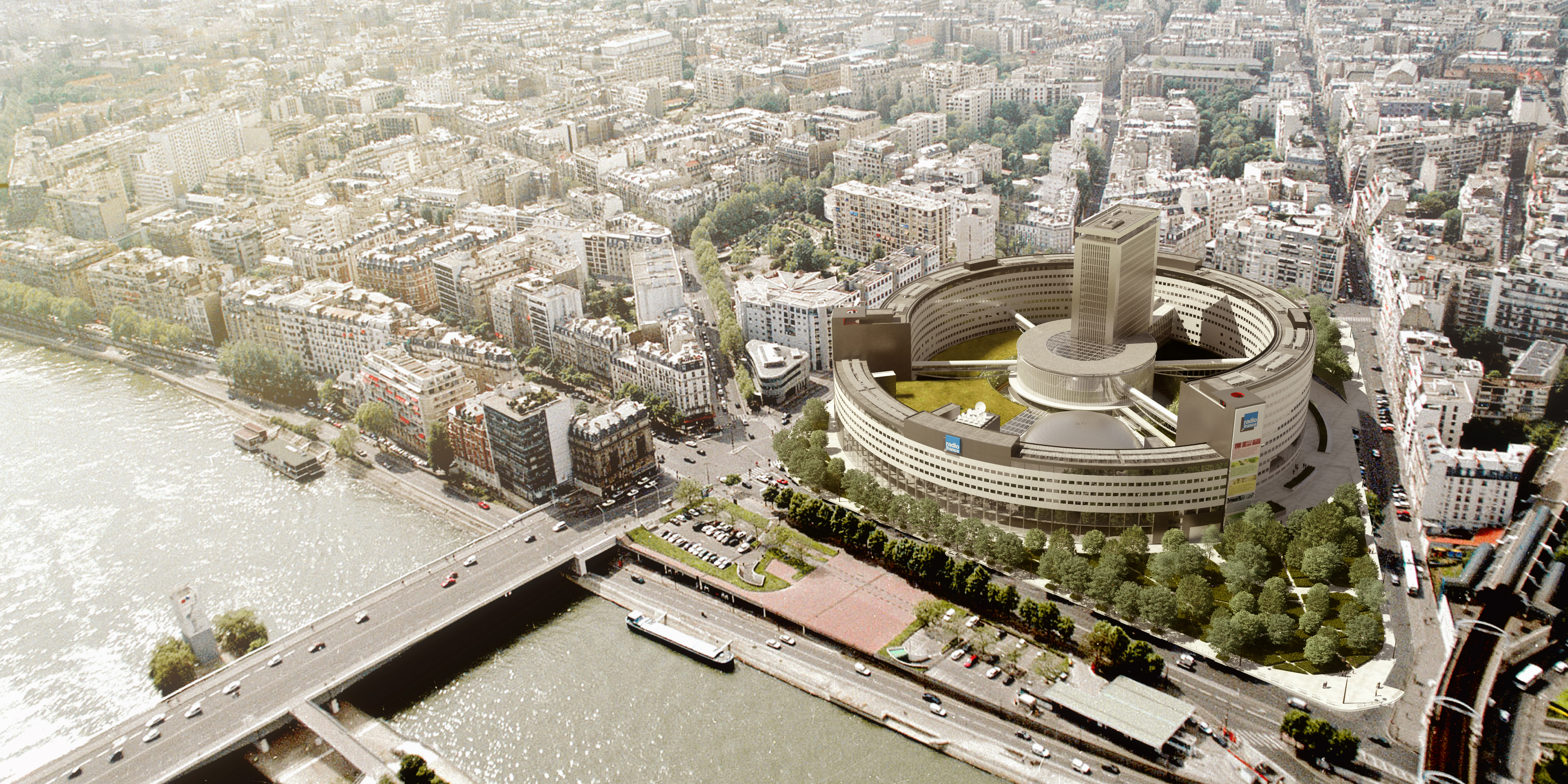
Restructuration de la Maison de la Radio Paris
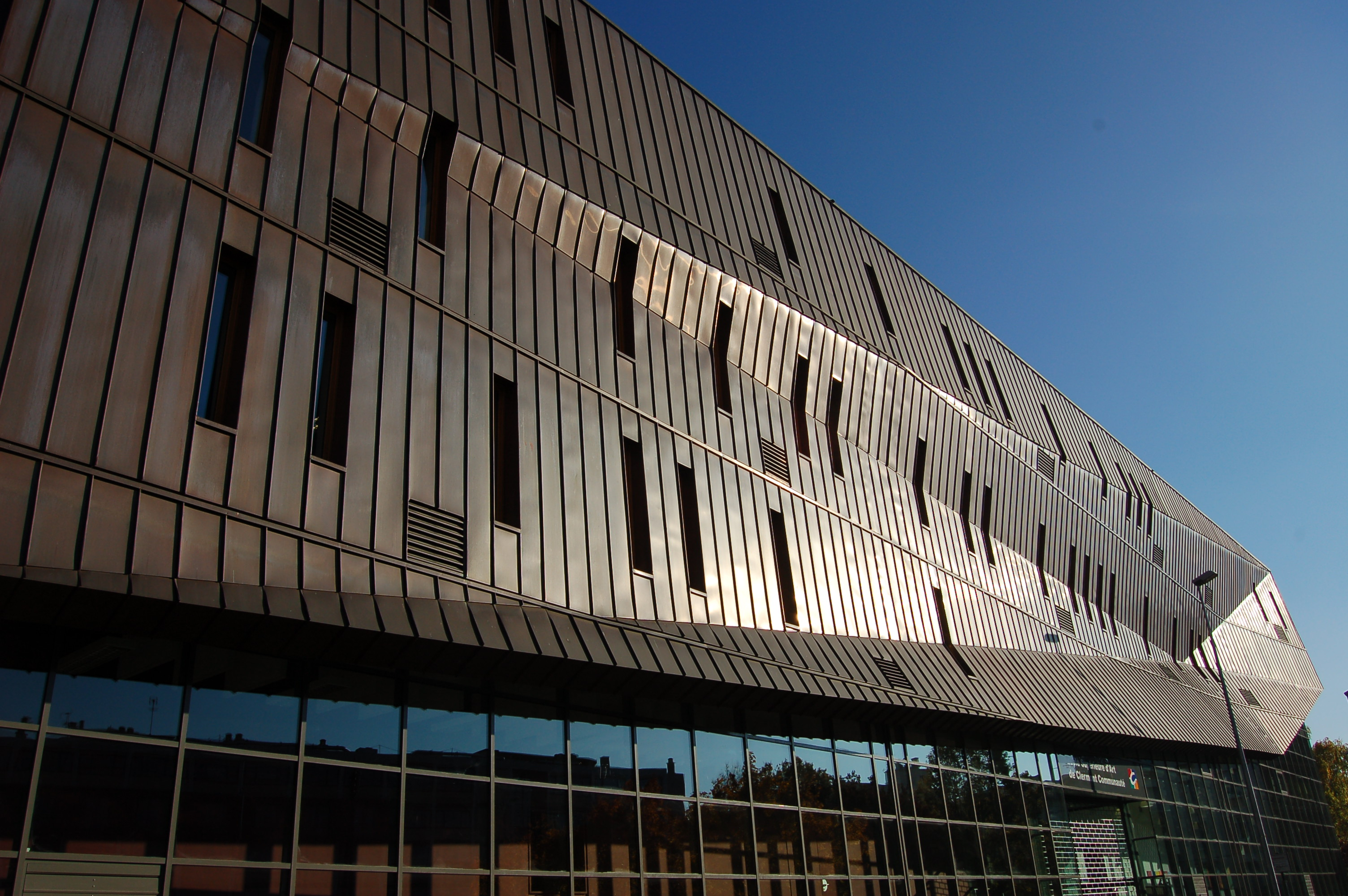
École Supérieure d'Art Clermont Communauté

## Prix
- Losange d'argent (Conseil Régional d'Île de France) pour l'Immeuble de logements rue Domrémy, Paris (France), 1985 ;
- Prix Aga Khan d'architecture, 1987[8];
- Équerre d'argent, 1987[9];
- Palmarès de l'Architecture (Groupe SCIC) pour l'église Notre-Dame-de-l'Arche-d'Alliance, Paris (France), 1996 ;
- Prix Acier d'or (Association des Structures Métalliques de Shanghai) pour le siège social de la société Wison, Shanghai (Chine), 2003 ;
- Les Lauriers de la Construction Bois - catégorie Bâtiment Collectif, pour le Collège Guy Dolmaire, Mirecourt (France), 2006 ;
- Grand Prix du SIMI - catégorie Immeuble Neuf, pour le nouveau siège social de Casino, Saint-Étienne (France), 2007 ;
- Médaille d'or Interarch, Grand prix du Ministère de la Culture, pour le Centre Culturel Onassis, Athènes (Grèce), 2012 ;
- Pyramide d'Argent (Fédération des promoteurs immobiliers du Languedoc-Roussillon) pour l'immeuble de logements Dor[a]Mar, Montpellier (France), 2014 ;
- Trophée de l'Entreprenariat, Trophées France-Chine, 2014 ;
- USITT Architecture Award, mention Honor Award, pour le Théâtre National du Bahreïn, Manama (Bahreïn), 2015 ;
- Trophées Bois Île-de-France, mention spéciale, pour le Déploiement de la Cathédrale de Créteil (France), 2016 ;
- Green Building & City Solutions Awards, ville intelligente, pour le Fort Numérique, Issy-les-Moulineaux (France), 2016 ;
- Prix Chaptal (Comité Construction et Beaux-arts), 2016[10] ;
- Grand Prix AFEX (Architecte Français à l'Export), pour l'immeuble de bureaux "Summers", Buenos Aires, Argentine, 2020.

## Identité visuelle

Ancien logo.
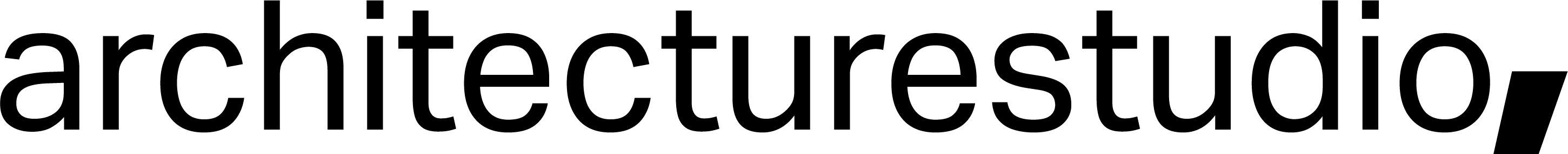
Logo actuel